# Ejnar Eklöf
Joel Einar Eklöf, född 20 januari 1886 i Nora bergsförsamling, Örebro län, död 25 juli 1954 i Sofia församling, Stockholm, var en svensk kompositör, musikdirektör och organist. Han var verksam under många år som sånglärare vid Sofia folkskola, och organist i Hjorthagens kyrka i Stockholm.
Eklöf skapade nästan uteslutande vokalverk, flera i en högstämd fosterländsk anda. Bland annat känd för Morgon (1917), sjungen av Jussi Björling. Några andra kända sånger av Eklöf är Lovsång med text av J O Wallin insjungen av bl.a. kyrkosångaren Einar Ekberg, Bön och Afton i Toscana. Bland hans dryga 70 sånger finns också flera i sättning för/med orkester.